# Чери Вали (Њујорк)
Чери Вали (енгл. Cherry Valley) град је у америчкој савезној држави Њујорк.

## Демографија
По попису из 2010. године број становника је 520, што је 72 (-12,2%) становника мање него 2000. године.
| Група             | 2000.       | 2010.       |
| Белци             | 585 (98,8%) | 497 (95,6%) |
| Афроамериканци    | 0 (0,0%)    | 6 (1,2%)    |
| Азијати           | 3 (0,5%)    | 0 (0,0%)    |
| Хиспаноамериканци | 1 (0,2%)    | 5 (1,0%)    |
| Укупно            | 592         | 520         |